# Gabriel Jesus
Gabriel Fernando de Jesus, vagy egyszerűen csak Gabriel Jesus, (1997.  április 3. –), olimpiai bajnok brazil labdarúgó,  aki az angol élvonalbeli Arsenalban játszik, csatárként.

## Pályafutása
Gabriel Jesus a Palmeiras játékosaként a 2015-16-os idényben 32 bajnokin 14 gólt szerzett, emellett megnyerte az országos kupát. Részt vett a riói olimpián a brazil válogatott színeiben. 2016. augusztus 3-án a Manchester City igazolta le 32 millió euróért.

### Manchester City
2017. január 21-én a Tottenham Hotspur elleni mérkőzés 82. percében Raheem Sterling cseréjeként debütált a Premier League 2016–2017-es szezonjának 22. fordulójában és kis híján sikerült góllal bemutatkoznia.
2017. február 1-én a 23. fordulóban Pep Gurdiola először tette be a kezdő csapatba a West Ham elleni mérkőzésre. Jesus góllal és gólpasszal hálálta meg a bizalmat.
2017. február 5-én a Swansea elleni hazai mérkőzésen az ő duplájával arattak 2–1-es győzelmet.
2019. január 9-én a Burton Albion elleni ligakupa mérkőzésen négy gólt szerzett. A 30. percben Leroy Sané közeli lövését Bradley Collins még védeni tudta, ám a felperdülő labdára a brazil játékos érkezett elsőként és az üres kapuba fejelt. Hét perccel később második gólját is megszerezte, majd az 57. és 65 percben is eredményes tudott lenni.

### Arsenal
2022. július 4-én jelentették be, hogy az Arsenal 2027 júniusáig szerződtette.

## Sikerei,díjai

### Klub
Palmeiras
- Brazil kupa : 2015

 Manchester City
- Premier League (4): 2017–18, 2018–19, 2020–21, 2021–22
- Angol kupa : 2018–19
- Angol ligakupa (4): 2017–18, 2018–19, 2019–20, 2020–21
- Angol szuperkupa (2): 2018, 2019

 Arsenal
- Emirates-kupa: 2022

### Válogatott
Brazília U20
- U20-as labdarúgó-világbajnokság ezüstérmes : 2015

 Brazília U23
- Nyári Olimpia : 2016

 Brazília
- Copa América: 2019

## Statisztikái

### Klub
2019. január 9-én lett frissítve.
| Klub             | Szezon           | Liga             | Liga            | Liga  | Nemzeti kupa    | Nemzeti kupa | Angol Ligakupa  | Angol Ligakupa | Nemzetközi      | Nemzetközi | Egyéb           | Egyéb | Összesen        | Összesen |
| Klub             | Szezon           | Bajnokság        | Pályára lépések | Gólok | Pályára lépések | Gólok        | Pályára lépések | Gólok          | Pályára lépések | Gólok      | Pályára lépések | Gólok | Pályára lépések | Gólok    |
| ---------------- | ---------------- | ---------------- | --------------- | ----- | --------------- | ------------ | --------------- | -------------- | --------------- | ---------- | --------------- | ----- | --------------- | -------- |
| Palmeiras        | 2015             | Série A          | 20              | 4     | 9               | 3            | —               | —              | —               | —          | 8               | 0     | 37              | 7        |
| Palmeiras        | 2016             | Série A          | 27              | 12    | 2               | 0            | —               | —              | 5               | 4          | 12              | 5     | 46              | 21       |
| Palmeiras        | összesen         | összesen         | 47              | 16    | 11              | 3            | —               | —              | 5               | 4          | 20              | 5     | 83              | 28       |
| Manchester City  | 2016–17          | Premier League   | 10              | 7     | 1               | 0            | —               | —              | 0               | 0          | —               | —     | 11              | 7        |
| Manchester City  | 2017–18          | Premier League   | 29              | 13    | 0               | 0            | 4               | 0              | 9               | 4          | —               | —     | 42              | 17       |
| Manchester City  | 2018–19          | Premier League   | 29              | 7     | 6               | 5            | 5               | 5              | 6               | 4          | 1               | 0     | 46              | 21       |
| Manchester City  | 2019–20          | Premier League   | 34              | 12    | 4               | 2            | 6               | 1              | 8               | 6          | 1               | 0     | 53              | 21       |
| összesen         | összesen         | összesen         | 102             | 39    | 11              | 7            | 15              | 6              | 23              | 14         | 2               | 0     | 152             | 66       |
| Karrier összesen | Karrier összesen | Karrier összesen | 149             | 55    | 22              | 10           | 15              | 6              | 28              | 18         | 22              | 5     | 235             | 94       |

### A válogatottban
2018. október 17-én lett frissítve.
| Nemzet   | Év       | Pályára lépések | Gólok |
| -------- | -------- | --------------- | ----- |
| Brazília | 2016     | 6               | 5     |
| Brazília | 2017     | 7               | 3     |
| Brazília | 2018     | 11              | 3     |
| összesen | összesen | 24              | 11    |

### Góljai a válogatottban
2018. október 12-én lett frissítve.
| #   | Dátum               | Helyszín                                              | Pályára lépés | Ellenfél     | Gól | Végeredmény | Verseny                                    |
| --- | ------------------- | ----------------------------------------------------- | ------------- | ------------ | --- | ----------- | ------------------------------------------ |
| 1.  | 2016. szeptember 1. | Estadio Olímpico Atahualpa, Quito, Ecuador            | 1             | Ecuador      | 2–0 | 3–0         | 2018-as labdarúgó-világbajnokság-selejtező |
| 2.  | 2016. szeptember 1. | Estadio Olímpico Atahualpa, Quito, Ecuador            | 1             | Ecuador      | 3–0 | 3–0         | 2018-as labdarúgó-világbajnokság-selejtező |
| 3.  | 2016. október 6.    | Arena das Dunas, Natal, Brazília                      | 3             | Bolívia      | 4–0 | 5–0         | 2018-as labdarúgó-világbajnokság-selejtező |
| 4.  | 2016. október 11.   | Estadio Metropolitano de Mérida, Mérida, Venezuela    | 4             | Venezuela    | 1–0 | 2–0         | 2018-as labdarúgó-világbajnokság-selejtező |
| 5.  | 2016. november 15.  | Estadio Nacional de Lima, Lima, Peru                  | 6             | Peru         | 1–0 | 2–0         | 2018-as labdarúgó-világbajnokság-selejtező |
| 6.  | 2017. október 10.   | Allianz Parque, São Paulo, Brazília                   | 11            | Chile        | 2–0 | 3–0         | 2018-as labdarúgó-világbajnokság-selejtező |
| 7.  | 2017. október 10.   | Allianz Parque, São Paulo, Brazília                   | 11            | Chile        | 3–0 | 3–0         | 2018-as labdarúgó-világbajnokság-selejtező |
| 8.  | 2017. november 10.  | Stade Pierre-Mauroy, Villeneuve-d’Ascq, Franciaország | 12            | Japán        | 3–0 | 3–1         | Barátságos mérkőzés                        |
| 9.  | 2018. március 27.   | Olimpiai Stadion, Berlin, Németország                 | 15            | Németország  | 1–0 | 1–0         | Barátságos mérkőzés                        |
| 10. | 2018. június 10.    | Ernst Happel Stadion, Bécs, Ausztria                  | 17            | Ausztria     | 1–0 | 3–0         | Barátságos mérkőzés                        |
| 11. | 2018. október 12.   | King Saud University Stadium, Rijád, Szaúd-Arábia     | 23            | Szaúd-Arábia | 1–0 | 2–0         | Barátságos mérkőzés                        |